# Reggio Calabria Challenger
Il Reggio Calabria Challenger è stato un torneo professionistico di tennis giocato su campi in terra rossa. Faceva parte dell'ATP Challenger Series. Si giocava annualmente a Reggio Calabria in Italia.

## Albo d'oro

### Singolare
| Anno | Campione       | Finalista           | Punteggio |
| ---- | -------------- | ------------------- | --------- |
| 1991 | Lars Koslowski | Saša Hiršzon        | 6–4, 6–2  |
| 1992 | Roberto Azar   | Alberto Berasategui | 6–4, 6–2  |

### Doppio
| Anno | Campioni                          | Finalisti                           | Punteggio |
| ---- | --------------------------------- | ----------------------------------- | --------- |
| 1991 | Cristian Brandi Federico Mordegan | Massimo Boscatto Eugenio Rossi      | 7–5, 6–3  |
| 1992 | Brent Haygarth Tomáš Anzari       | João Cunha e Silva Dmitrij Poljakov | 6–4, 7–6  |